# Ченселлор (Південна Дакота)
Ченселлор (англ. Chancellor) — місто (англ. town) в США, в окрузі Тернер штату Південна Дакота. Населення — 300 осіб (2020).

## Географія
Ченселлор розташований за координатами 43°22′19″ пн. ш. 96°59′14″ зх. д. / 43.37194° пн. ш. 96.98722° зх. д. (43.371870, -96.987292).  За даними Бюро перепису населення США в 2010 році місто мало площу 0,57 км², уся площа — суходіл.

## Демографія
Згідно з переписом 2010 року, у місті мешкали 264 особи в 118 домогосподарствах у складі 75 родин. Густота населення становила 459 осіб/км².  Було 131 помешкання (228/км²).
Расовий склад населення:
| - 97,3 % — білих - 0,4 % — корінних американців - 0,4 % — чорних або афроамериканців - 0,4 % — азіатів |

До двох чи більше рас належало 1,5 %. Частка іспаномовних становила 0,8 % від усіх жителів.
За віковим діапазоном населення розподілялося таким чином: 22,3 % — особи молодші 18 років, 59,1 % — особи у віці 18—64 років, 18,6 % — особи у віці 65 років та старші. Медіана віку мешканця становила 39,9 року. На 100 осіб жіночої статі у місті припадало 98,5 чоловіків;  на 100 жінок у віці від 18 років та старших — 93,4 чоловіків також старших 18 років.
Середній дохід на одне домашнє господарство  становив 57 423 долари США (медіана — 58 333), а середній дохід на одну сім'ю — 65 111 долар (медіана — 63 750). За межею бідності перебувало 8,3 % осіб, у тому числі 4,3 % дітей у віці до 18 років та 10,0 % осіб у віці 65 років та старших.
Цивільне працевлаштоване населення становило 156 осіб. Основні галузі зайнятості: освіта, охорона здоров'я та соціальна допомога — 25,0 %, виробництво — 16,7 %, будівництво — 14,1 %.